# Campionati centramericani COCABA femminili di pallacanestro
Il Torneo Centroamericano femminile di pallacanestro noto come FIBA COCABA Championship for Women è un torneo organizzato dalla FIBA in cui si confrontavano le nazionali del Messico e dell'America centrale.

Ha cadenza biennale.
Il torneo valeva anche come qualificazioni al FIBA Centrobasket Women.

## Albo d'oro
| 2013 dettagli | (San Salvador) | Messico     | Round robin | El Salvador | Costa Rica  | Round robin | Honduras   |
| 2015 dettagli | (Cartago)      | Messico     | 57-49       | Guatemala   | El Salvador | 57-39       | Costa Rica |
| 2022 dettagli | (Chihuahua)    | Messico     | Round robin | El Salvador | Guatemala   | Round robin | Costa Rica |
| 2023 dettagli | (San Salvador) | El Salvador | Round robin | Guatemala   | Costa Rica  | Round robin | Panama     |